# Osmanisch-Safawidischer Krieg (1532–1555)
Der Osmanisch-Safawidische Krieg von 1532 bis 1555 war eine militärische Auseinandersetzung zwischen dem Osmanischen Reich unter Süleyman I. und dem persischen Safawiden-Reich unter Tahmasp I.

## Hintergrund
Der Krieg wurde durch territoriale Auseinandersetzungen zwischen den beiden Reichen ausgelöst, besonders als sich der Bey (Fürst) Schams ud-Dīn von Bitlis unter persischen Schutz stellte. Zudem gab es einen Anschlag von persischer Seite auf den Gouverneur von Bagdad, einen Sympathisanten von Süleyman.
Persien verhandelte darüber hinaus mit dem Haus Habsburg über die Bildung einer Allianz, die das Osmanische Reich an zwei Fronten angreifen sollte, doch dazu kam es nie.

## Kriegsverlauf

### Erste Kampagne (1532–1534)
Die Osmanen, erst unter dem Großwesir Makbul Ibrahim Pascha und später unterstützt von Sultan Süleyman, hatten die Safawiden erfolgreich im Irak angegriffen, nahmen Bitlis wieder ein und hatten Täbris und dann Bagdad im Jahr 1534 besetzt. Während des Rückzuges seiner Truppen verfolgte Tahmasp eine Taktik der verbrannten Erde.

### Zweite Kampagne (1548–1549)
Süleyman startete eine zweite Kampagne von 1548 bis 1549, um den Schah endgültig zu besiegen. Tahmasp verfolgte wiederum eine Taktik der verbrannten Erde und verwüstete Armenien. Im Jahr 1536 hatten der französische König Franz I. und Süleyman eine französisch-osmanische Allianz geschlossen, die die Bedrohung durch die Habsburger ausglich. Als Süleyman 1547 Persien angriff, sandte Frankreich seinen Botschafter Gabriel de Luetz, um ihn bei seiner Kampagne zu unterstützen. Gabriel de Luetz war in der Lage, Süleyman entscheidende militärische Ratschläge zu geben. Süleyman hatte Erfolge in Täbris, im iranischen Teil von Armenien und nahm einige Festungen in Georgien ein.

### Dritte Kampagne (1553–1555)
Im Jahr 1553 begann Süleyman seine dritte und letzte Kampagne gegen Tahmasp. Nach anfänglichen Misserfolgen konnte er Erzurum wieder erlangen. Territoriale Gewinne der Osmanen wurden durch den Frieden von Amasya 1555 gesichert. Süleyman kehrte nach Täbris zurück, behielt aber Bagdad, Mesopotamien, die Mündungen von Euphrat und Tigris und einen Teil der Küste des Persischen Golfs.
Wegen seiner Verpflichtungen in Persien war Süleyman kaum in der Lage Flotten zur Hilfe für die französisch-osmanische Invasion von Korsika zu schicken.